# 重症加護醫學
重症医学（英語：intensive care medicine，ICM），或称危重症医学（critical care medicine，CCM），是研究危及生命的疾病状态的发生发展规律，以及其诊治方法的临床医学学科，属于一门新兴的跨专业、多专业结合的边缘学科，也是急救医疗服务体系中最后的加强监护治疗阶段。
重症醫學主要治療罹患嚴重或攸關性命的疾病，或正從危及生命的疾病中恢復的患者，包括提供維生系統、侵入性監測技術、復甦措施、還有臨終護理。這種專科醫生稱為重症加護醫師（Intensive care physician／Critical care physician／Intensivist）。
重症加護由不同的醫事人員所組成的多學科團隊來提供，通常包括医生、護理人員、物理治療師、呼吸治療師、以及藥劑師等。團隊的工作場所通常是醫院裡面的加護病房（ICU）。

## ICU工作範圍
如果患者所需的醫療服務超過普通病房所能提供，則該送進ICU。 ICU能處理的適應症包括有心血管不穩定（高血壓/低血壓）、敗血症、或某些心律不整。ICU還能處理的包括由於呼吸困難而需要的氣道或呼吸機支持。多重器官衰竭併發症也需要由ICU處理。大手術後，患者也可能會被送進ICU以作密切監測。
ICU有兩種常見的形態：封閉式和開放式。在封閉式ICU，由專科醫生擔任所有患者的主治醫師。在開放式ICU，負責治療患者的主治醫師或者是重症加護醫師，也可能是其他科別的醫師。有越來越多的證據顯示，封閉式ICU能產生較好的治療結果。重症加護醫學的管理方式因不同國家而異。在美國最常見的是開放式ICU，但在大型教學醫院中，則是封閉式ICU比較常見。也有介於開放式和封閉式之間的ICU形態存在。

### ICU類型
ICU是醫院裡面的專門病房，英文名稱為ICU（intensive care unit），也可稱為CCU（critical care unit）。許多醫院還為某些醫學專科設置重症加護區。英文命名方式依據每個醫院的需求和可用到的資源而定，並無嚴格標準形式。如下所示：
- 心臟病加護病房（CCU，有時也簡稱為CICU）
- 重症加護病房（MICU）
- 外科加護病房（SICU）
- 兒科加護病房（PICU）
- 神經科加護病房（NCCU）
- 過夜加護恢復室（OIR）
- 休克/創傷加護病房（STICU）
- 新生兒加護病房（NICU）
- 急診加護病房（E-ICU）[13]

醫學研究顯示，接受機械式呼吸輔助的患者，在ICU的使用量與護理品質之間有關聯。在把疾病嚴重程度、人口統計學變量、和ICU特質（包括專科醫師配置數量）做過調整後，較高的ICU使用量，與ICU以及醫院較低的死亡率有顯著關聯。例如，在每年有87到150例使用機械式呼吸輔助器患者的醫院中，調整後的ICU死亡率（平均預計ICU死亡風險）為21.2％，在每年有401至617例使用機械式呼吸輔助器患者的醫院中，調整後的ICU死亡率為14.5％。收容相同狀況的患者，而數目在前述兩種醫院之間的，ICU死亡率則介於兩個百分比之間。所謂ICU譫妄（以前被不正確地稱為ICU精神症），一種ICU和心臟病科病房常見的症候群，是患者在陌生，單調的環境中會發生的症狀（Maxmen＆Ward，1995）。包括把機器噪音誤認為人聲，看到牆壁會晃動，或者幻想有人輕敲他們的肩膀。根據已有的系統評價顯示，在ICU中對促進睡眠做干預的後果，會對患者的整體健康產生影響。

## 歷史
英國護士南丁格爾率先嘗試為重病患者設置單獨的醫療區域。她在1850年代的克里米亞戰爭中，安排受傷最重的軍人，安置在每所病房護理站正對面的病床，以方便醫事人員進行更嚴密的監控。1923年，美國神經外科醫生沃爾特·丹迪在約翰斯·霍普金斯醫院建立擁有三張病床的單位，在這單位中，由訓練有素的護士負責照顧罹患重症的神經外科術後病人。
丹麥麻醉醫師比約恩·易卜生在1952年參與發生在哥本哈根的小兒麻痺症流行病治療工作，當年在6個月內有2,722人染病，其中有316名患者發生不同形式的呼吸系統或氣道麻痺。當時有少數的負壓呼吸器可用於治療，但功能有限，無法防止患者吸入分泌物。易卜生則改變做法，利用氣管插管，進行持續的正壓通氣，同時招募200名醫學院學生利用手動方式，把氧氣和空氣泵入患者的肺部。與此同時，瑞典醫生卡爾·貢納爾·恩格斯特羅姆開發出首款正壓容積控制呼吸器，用來取代醫科學生的手動工作。利用這種呼吸器參與治療的結果，死亡率從90％下降到25％左右。病人被安置在三個各有35張床位的特殊區域，便利分析圖表和做管理。 
易卜生在1953年把哥本哈根市立醫院的一間學生護士教室改建，成立世界上第一所ICU，並在進行破傷風治療時首度使用神經肌肉阻滯藥和可控制呼吸器。易卜生在1954年被選為哥本哈根市立醫院麻醉科主任。他與來自挪威的Tone Dahl Kvittingen共同在醫學雜誌《 Nordisk Medicin》上發表世界第一篇關於重症加護管理原則的文獻。醫界在1960年代初期的一段期間，對於是否需要專設ICU，尚未有清晰的概念，當時的重症加護資源是帶進需要更多監測和護理的患者病房之內。但在固定地點配置重症加護資源以及專職人員，與在醫院四處提供應急性的做法相比，很快就彰顯會有更好的效果。 匹茲堡大學在1962年成立美國第一個ICU（Critical Care Residency）。重症加護醫學會隨後在1970年成立。

## 監測
監測是指使用各種工具和技術，以獲取患者相關資訊的做法。這些可包括利用測試以評估患者體內血流和氧氣交換，或評估諸如心臟和肺臟等器官的功能。廣義來說，ICU使用兩種常見的監測方式：無創方式和侵入方式。

### 無創方式監測
無創方式監測不需穿刺皮膚，通常不產生疼痛。使用的工具價格較便宜，操作容易，而且很快就可得到結果。
- 生命徵象，包括心率、血壓、呼吸速率（英语：Respiratory rate）、體溫
- 超聲心動圖，用來評估患者心臟的功能和結構
- 腦電圖（EEG），用來評估患者的腦電活動
- 心電圖，用來偵測患者的異常心律、電解質不平衡、和冠狀動脈血流
- 血氧飽和儀，用來監測患者血液中的氧氣水準
- 體阻抗心臟容積描繪法（英语：Impedance cardiography）（TEB），用來監測患者體液狀態和心臟功能
- 超聲波，用來評估患者內臟結構，包括心臟、肺、膽囊、肝臟、腎臟、膀胱、和血管

### 侵入式監測
侵入式（有創）監測可提供更準確的測量結果，但這些方式需要抽血，刺穿皮膚，會讓人感到疼痛或是不舒服。
- 動脈導管，可用來直接監測患者血壓，並獲得動脈血氣測量值
- 靜脈穿刺抽血，用來監測患者血液成分，並進行施藥治療
- 顱內壓監測（英语：Intracranial pressure monitoring），用來評估患者顱內以及大腦的壓力
- 膀胱內壓力測試，用來測量及評估患者腹腔內壓力
- 週邊置入中心靜脈導管（PICC），用來為患者輸藥、輸液、或輸送腸道外營養
- 支氣管鏡檢查，用來檢查肺和氣道，以及肺內液體採樣用
- 肺動脈導管（英语：Pulmonary artery catheter），用來監測心臟功能、血容量、和組織血氧飽和度

## 程序和治療
重症加護為患者進行治療時，通常採用的是把身體系統分開處理的方式。其中用到的九個關鍵系統，按照英文字母排序，是：循環系統、中樞神經系統、內分泌系統、消化道（包含營養狀況）、血液、外皮系統、微生物學（包括敗血症狀況）、泌尿系統（以及代謝）、和呼吸系統。因此，這9個關鍵系統均採用觀察-干預-印象觀察程序進行，以制定每日治療計劃。

### 心血管
- 臨時心率調節導管，用於調節心房、心室、或是心房與心室的搏動
- 主動脈內氣球幫浦，用來穩定罹患心源性休克的患者
- 心室輔助器（英语：Ventricular assist device），通常用在罹患晚期心臟衰竭患者，輔助其左心室功能

### 胃腸道
- 餵食管（英语：feeding tube），為患者餵灌人工營養
- 鼻胃管，用於提供人工營養，也用於去除胃和腸內容物
- 腹膜抽吸和灌洗（英语：Peritoneal aspiration and lavage），用於抽取腹腔中的液體做化驗

### 腎
- 血液過濾（英语：Hemofiltration）（連續性血液透析替代療法），用於急性腎損傷的治療

### 呼吸
- 機械式呼吸輔助（英语：Mechanical ventilation），透過氣管插管，氣管切開術（侵入性），或是面罩，頭盔（兩者為無創性）輔助呼吸和補充氧氣。
- 胸腔穿刺術（英语：Thoracentesis）或胸腔閉式引流術，用於去除患者胸膜腔內的液體，或是空氣

### 藥品
包含多種，但不限於如下的藥品：強心劑、鎮靜劑、各式抗生素、和鎮痛藥。

### 物理療法和關節鬆動
在有些情況下，患者被建議採取例如早期關節鬆動或鍛煉，以提高肌肉強度的干預措施。

## 在ICU常見的併發症
在ICU會有增加發生各種併發症的機會，而把患者的住院時間拉長。在ICU常見的併發症有：
- 急性腎損傷
- 導管相關性血液感染
- 導管相關性尿路感染（英语：Catheter-associated urinary tract infection）
- 譫妄
- 消化道出血
- 褥瘡
- 深層靜脈栓塞（英语：Venous thromboembolism）
- 呼吸器相關性肺炎（英语：Ventilator-associated pneumonia）
- 呼吸器誘發的氣壓式損傷（英语：barotrauma）
- 死亡

## 訓練
ICU內患者的護理工作需要由更專業的人執行；這情況最終導致多學科團隊的組成。在不同國家、醫院、單位、機構，ICU的人員配置各有差異。

### 醫學
重症加護醫學是重要性日益增高的醫學專科。接受過重症加護醫學訓練的醫生被稱為重症加護醫師。
大多數的醫學研究顯示，由這種專科醫師提供的服務，可獲得較好的結果，以及更具成本效益。因此，美國患者安全及醫療品質倡議組織Leapfrog Group提出一項重要建議，即在ICU的患者由重症加護醫師負責，或是由重症加護醫師與其他醫生共同負責照護。

#### 澳大利亞
在澳大利亞，重症加護醫學的訓練是透過紐澳重症加護醫學院（CICM）辦理，這所醫學院同時訓練澳大利亞和紐西蘭的重症加護醫學相關專業人員。

#### 英國
在英國，醫學院的畢業生必須完成為期兩年的基礎醫生訓練計劃，並接受過急診醫學、麻醉學、或核心醫學訓練後，才有資格接受重症加護醫學訓練。因此大多數受訓者都具備雙重專長。但是，最近已允許只接受重症加護醫學訓練即可。另外也有重症加護醫學的子專業，例如入院前重症加護醫學訓練。

#### 美國
在美國，這項重症加護專科需要已完成內科、小兒科、麻醉學、外科、或是急診醫學的住院醫師訓練者，再進行額外研究醫生訓練。前述五個醫學專科委員會均可做重症加護醫師的認證。曾接受過內科基礎訓練的重症加護醫師有時會接受另一子專業（例如胸腔科、心臟科、傳染性疾病學、或腎臟科）的額外研究醫生訓練。美國重症醫學會是個組織完備的多專業學會，由專門在ICU工作的醫事人員（如護理人員，呼吸治療師，和醫師等）所組成。
美國的重症加護醫師在所有醫學專科裡面，發生職業倦怠的百分比最高，達到51％。

### 護理
在重症加護環境中工作的護理人員通常是註冊護士。護士可接受重症加護醫學進一步的教育和訓練，獲得美國重症加護護理協會認證的CCRN（Critical Care Registered Nurse）資格，這種CCRN的認證始於1975年。認證工作在1997年針對不同的患者群體再進一步專門化，分別有小兒、新生兒、和成人的專科。

### 執業護士和助理醫師
執業護士和助理醫生是在ICU中工作的醫事人員，但非重症加護醫師。這類人員在校受訓的時間較短，需要接受進一步的在職臨床訓練，他們在重症加護醫師的監督下，為患者提供服務。

### 藥劑師
重症加護藥劑師與醫療團隊成員在許多方面合作，但也包括監測患者血清中的藥物濃度、過去藥物使用歷史、當前藥物使用狀況、以及藥物過敏。他們會與團隊一起共事，但可能來自不同的機構。一些藥劑師取得醫學士或藥學學士的學位之後，可透過學士後住院訓練，取得重症加護藥劑師的資格。藥劑師可在各方面協助管理藥物治療，並可透過藥學專科委員會取得重症加護藥劑師（BCCCP）的資格認證。許多重症加護藥劑師也是美國重症醫學會的會員。ICU團隊中的藥劑師可把患者藥物反應，以及不良預後降低。

### 註冊營養師
送進ICU的患者，由於重症造成代謝和生理學的變化，而面臨營養方面獨特的挑戰。重症加護營養也很快成為營養師的一個子專業，他們可通過美國腸道外與腸道營養學會（ASPEN），接受額外的腸道營養和腸道外營養方面的訓練，並取得認證。

### 呼吸治療師
呼吸治療師在ICU內的任務是監測患者的呼吸狀況。他們可進行額外的教育和訓練，取得成人重症加護（adult critical care，ACCS），和新生兒以及兒科（neonatal and pediatric specialities,NPS）的專業資格認證。呼吸治療師受過專業訓練，可監測患者的呼吸、提供患者治療方法、以及評估改善的情況。他們可參與緊急護理，例如氣道管理、氧氣加濕、診斷測試、無創或侵入式機械呼吸輔助、訓練患者停用呼吸輔助、氣霧療法、吸入性一氧化氮療法、動脈血溶氧分析、以及提供物理治療。

## 倫理和法醫學問題

### 重症加護經濟學
重症加護在醫學領域中通常是費用最高昂、技術最先進、且最密集耗用資源的區塊。美國在2000年花費在重症加護醫學的支出，估計為190到550億美元。在這一年，重症加護醫學佔美國國內生產總值（GDP）的0.56％，佔全國醫療衛生總支出的4.2％，佔全部醫院費用的13％。在2011年，使用到ICU的住院時間占整體住院時間的四分之一（29.9％），但佔醫院總費用則接近一半（47.5％）。使用ICU的患者的醫院費用的中位數，比沒使用ICU的患者高出2.5倍。

## 進一步閱讀
- Lois Reynolds; Tilli Tansey (编). . Wellcome Witnesses to Contemporary Medicine. History of Modern Biomedicine Research Group. 2011. ISBN 978-0-902238-75-6. Wikidata Q29581786..

## 外部連結
- College of Intensive Care Medicine - Australia and New Zealand （页面存档备份，存于）
- Australia and New Zealand Intensive Care Society （页面存档备份，存于）
- Society of Critical Care Medicine （页面存档备份，存于）
- Veterinary Emergency And Critical Care Society （页面存档备份，存于）
- ESICM: European Society of Intensive Care Medicine （页面存档备份，存于）
- ESPNIC: The society for paediatric and neonatal intensive care healthcare professionals in Europe （页面存档备份，存于）
- UK Intensive Care Society
- Scottish Intensive Care Society （页面存档备份，存于）
- Hong Kong Society of Critical Care Medicine （页面存档备份，存于）
- Chinese Society of Critical Care Medicine （页面存档备份，存于）
- Taiwan Society of Critical Care Medicine （页面存档备份，存于）
- From Iron Lungs to Intensive Care （页面存档备份，存于）, Royal Institution debate, February 2012